# Abbas Ali Atwi
Ne doit pas être confondu avec Abbas Ahmed Atwi.
Abbas Ali Atawi, né le 15 décembre 1984 à Sidon, est un footballeur libanais. Son poste de prédilection est milieu de terrain offensif.

## Palmarès

### En club
- Olympic :
  - Champion du Liban en 2003.
  - Vainqueur de la Coupe du Liban en 2003.

- Al-Ahed :
  - Champion du Liban en 2008, 2010 et 2011.
  - Vainqueur de la Coupe du Liban en 2009 et 2011.
  - Vainqueur de la Supercoupe du Liban en 2008, 2010 et 2011.

## Statistiques détaillées

### Buts internationaux
| Buts (2) en sélection de Abbas Ali Atwi au 15 juin 2012 | Buts (2) en sélection de Abbas Ali Atwi au 15 juin 2012 | Buts (2) en sélection de Abbas Ali Atwi au 15 juin 2012 | Buts (2) en sélection de Abbas Ali Atwi au 15 juin 2012 | Buts (2) en sélection de Abbas Ali Atwi au 15 juin 2012 | Buts (2) en sélection de Abbas Ali Atwi au 15 juin 2012 | Buts (2) en sélection de Abbas Ali Atwi au 15 juin 2012 |
|                                                         | Date                                                    | Lieu                                                    | Adversaire                                              | Score                                                   | Résultat                                                | Compétition                                             |
| ------------------------------------------------------- | ------------------------------------------------------- | ------------------------------------------------------- | ------------------------------------------------------- | ------------------------------------------------------- | ------------------------------------------------------- | ------------------------------------------------------- |
| 1.                                                      | 13 août 2003                                            | Stade de Saïda, Saïda (Liban)                           | Syrie                                                   | 1 - 0                                                   | 1 - 0                                                   | Match amical                                            |
| 2.                                                      | 15 novembre 2011                                        | Stade Camille-Chamoun, Beyrouth (Liban)                 | Corée du Sud                                            | 2 - 1                                                   | 2 - 1                                                   | Éliminatoires Coupe du monde 2014                       |
| 1.                                                      | 24 mai 2015                                             | Stade de Saïda, Saïda (Liban)                           | Syrie                                                   | 1 - 2                                                   | 2 - 2                                                   | Match amical                                            |